# توماس غروب
توماس غروب (بالإنجليزية: Thomas Grubb )‏ (و. 1800 – 1878 م) هو عالم فلك من جمهورية أيرلندا . وكان عضواً في الجمعية الملكية .
توفي عن عمر يناهز 78 عاماً.

## جوائز
حصل على جوائز منها:
- زميل في الجمعية الملكية.